# Gira Me siento viva
Gira Me siento viva és la tercera gira de la cantant espanyola Rosa López realitzada el 2006 i 2007 per promocionar el seu tercer àlbum d'estudi Me siento viva. Començada el 14 de juliol de 2007 a Santiago de Compostel·la i acabada el 6 d'octubre de 2007 a Les Alqueries.

## Llista de cançons
1. Intro
2. «Etymon es el rey»
3. «Miles de estrellas»
4. «Upside down»
5. «Sin miedo a caer»
6. «Todo parece un sueño»
7. «Solo queda tiempo para amarte»
8. «Más allá»
9. «La parte que no quiero compartir»
10. «Las calles de granada»
11. «Me siento viva»
12. «Popurri Donna Summer»
13. «Don't stop the music, baby»
14. «Terminó tú tiempo»
15. «Más»
16. «Ahora sabes como soy»
17. «Europe's living a celebration»
18. «Nada más en mi corazón»